# Kapsula
 Ovo je glavno značenje pojma Kapsula. Za druga značenja pogledajte Kapsula (mikrobiologija).
Kapsula je košuljica koja omogućuje sigurno držanje male količine lijeka u spremniku koji se može razgraditi u ljudskom želucu. Kapsula je obično obojena i izrađena od želatine i celuloze.